# Национална библиотека на Унгария
Националната библиотека „Сечени“ (на унгарски: Országos Széchényi Könyvtár, OSZK) се намира в Будапеща, Унгария.
Заедно с библиотеката на Дебреценския университет са единствените национални библиотеки в страната.

## История
Библиотеката е основана през 1802 г. от силно патриотичния унгарски аристократ граф Ференц Сечени. Той обикаля по света и купува стари унгарски книги, които събира и дарява за родината. Открита е през 1803 г. като обществена библиотека в Пеща. Примерът на Сечени е последван и се оформя движение за даряване на книги за библиотеката.
През 1808 г. унгарският парламент създава Унгарския национален музей, в който са събрани историческите, археологически и природни реликви на Унгария. Музеят е свързан с библиотеката като място за съхранение на писмени реликви и книги.
През 1846 г. Националният музей е преместен в нова сграда, но едва през 1949 г. библиотеката получава собствена сграда, отделя се и придобива настоящото си име. През 1985 г. библиотеката се мести в новата си сграда.

## Колекции
- Унгарските издателства депозират копие от всеки печатен материал:
  - всяка публикация, създадена в Унгария;
  - трудове, публикувани на унгарски език или написани от унгарски автори;
  - материали (звукозаписи, видео материали, електронни документи и други);
- 8 милиона единици, включително:
  - 2,5 милиона книги
  - 385 000 тома серийни публикации (вестници и периодика)
  - 270 000 писмени и аудио документи
  - 1 милиона ръкописа
  - 200 000 карти
  - 320 000 картини и гравюри
  - 3 милиона постера и малки принтове
  - микрокопия и филми на повече от 272 000 документа
- Колекция книги
  - Първата книга, издадена през 1473 г. – Хроника на унгарците
  - 8600 копия на трудове, публикувани преди 1711 г.